# Důl Marie Majerová
Důl Marie Majerové je již netěžený hlubinný důl pro těžbu hnědého uhlí v sokolovské pánvi. Bývalý důl se nachází severně od obce Královské Poříčí v Karlovarském kraji. Původní název zněl důl Marie, roku 1949 byl přejmenován na důl Marie Majerové.

## Historie
Prvopočátky přípravy těžby byly v 80. letech 19. století, těžba však započala v letech 1890. Vyraženy byly dvě jámy (Marie I. a Marie II.). Jako první byla vyhloubena v roce 1889 jáma Marie I., která dosáhla hloubky 99 metrů. V roce 1898 se začala hloubit jáma Marie II, která dosáhla hloubky 185 metrů. Ta měla těžit uhlí z nejspodnější sloje Josef.
V roce 1901 došlo v jámě Marie II. k průvalu důlních vod charakteru proplyněných termálních vod. S tímto průvalem byl spojován pokles vydatnosti karlovarských pramenů. K menšímu průvalu vody s teplotou až 30,4 °C došlo již při hloubení jámy roku 1898 na kótě 236 m.
V šedesátých letech 20. století byla vyražena spojovací chodba ke skipové jámě bývalého dolu Jiří a uhlí dopravováno na třídírnu Jiří v Sokolově. Po ukončení těžby byl v průběhu devadesátých let 20. století celý areál srovnán se zemí.

### Těžba
Těžba probíhala pouze v sloji Antonín. Na horizont sloje Josef s kvalitnějším uhlím jsou vázány léčivé a termální prameny Karlových Varů. Sloj Josef je uložená níže na úrovni asi 150 m pod povrchem, při historické těžbě po roce zde došlo k průvalům a poškození vydatnosti pramenů. Průvaly byly postupně zlikvidovány a těžbu ve sloji Josef báňský úřad definitivně zakázal.
Těžba uhlí probíhala do roku 1991, později se provádělo již jen čerpání důlních vod. Dne 30. října 2017 ukončila společnost Sokolovská uhelná čerpání a tím se uzavřela celá historie hlubinného dobývání hnědého uhlí na Sokolovsku.
Kvůli geologickým podmínkám ale nebyla zdejší těžba rozhodně nijak jednoduchá. Bylo zde vyraženo asi 40 km důlních chodeb. Průměrná těžba se pohybovala kolem 600 tisíc tun uhlí ročně. Sloj Antonín má zde mocnost až 30 m a sahá do hloubky okolo 100 m pod povrch terénu.

## Současnost
Po ukončení těžby uhlí se o technický stav dolu staralo zhruba 40 pracovníků. Z původního systému důlních chodeb díky těžbě na lomech Jiří a Družba jich zmizelo 25 km.
Historii hlubinného dolu připomínají technické památky. Parní těžní stroj šachty Marie I. z roku 1895, byl převezen do muzea v Banské Štiavnici, druhý z Marie II. se nachází v hornickém muzeu v Krásně. Další připomínkou historie je nedaleký statek Bernard, který patřil těžařské společnosti Britannia, která důl Marie Majerová vlastnila. Po rekonstrukci slouží statek jako centrum tradičních řemesel.